# Дилце
Дилце (словен. Dilce) — поселення в общині Постойна, Регіон Нотрансько-крашка, Словенія. Висота над рівнем моря: 540,5 м.